# Juan Carlos Valdivia (presentador de televisión)
Juan Carlos Valdivia Lena (Santiago, 10 de julio de 1966), más conocido como Pollo Valdivia, es un productor y presentador de televisión chileno. Es fundador de la productora de cine y televisión GOA Films.

## Biografía

### Estudios
Estudió su educación secundaria en el Instituto Nacional General José Miguel Carrera. Su educación superior la inició al ingresar a estudiar literatura en letras hispánicas en la Pontificia Universidad Católica de Chile, luego se cambia a derecho en la Pontificia Universidad Católica de Valparaíso y finalmente se cambia a periodismo en la Universidad de Chile, carreras que no concluye para dedicarse de lleno a la televisión.

### Carrera televisiva
En 1990 entra como notero de Extra jóvenes de Red de Televisión de la Universidad de Chile, donde realizaba comentarios de cassetes. Posteriormente asumiría a conducción de reportero. Fue en estas circunstancias donde conoció a Claudia Conserva, en ese entonces reina del concurso Miss 17, relación que comenzaría como amistad pero terminaría en matrimonio en 1995. 
Fue periodista de Colo Colo en La Red en 1991, donde compartió con Kike Morandé, Mauricio Israel y Bibiano Castelló. Posteriormente volvería a RTU. Luego iría a Universidad Católica Televisión donde condujo Nuestra hora. Después fue el panelista de cine en Plaza Italia del Canal Rock and Pop.  Después fue la persona que buscaba los invitados en Juntémonos con Julio con Julio Videla en Megavisión. Fue creador del programa Sábado por la noche en Mega y también su conductor desde los inicios del programa en 1998 hasta 2004. También estuvo en la Radio Finísima.
El 28 de agosto de 2004, Juan Carlos "Pollo" Valdivia y su esposa Claudia Conserva iniciaron un nuevo programa de televisión animado por ambos, Pollo en Conserva. Se emitía en horario matinal en Red Televisión, y a lo largo del tiempo logró mantener una buena cuota de pantalla pese a la dura competencia en ese horario con el resto de los canales.[cita requerida] A fines de junio de 2008, una encuesta realizada por el sitio web Terra reveló que Conserva y su marido conformaban la dupla favorita de los telespectadores. En 2004 crea el programa nocturno llamado Así somos. A principios de 2011 se anunció que, luego de seis años en el programa, Valdivia abandona su conducción.
A finales de septiembre de 2011, Juan Carlos Valdivia junto a su esposa Claudia Conserva terminan su vínculo laboral con La Red, canal en el que estuvieron juntos desde 2004, producto de un conflicto con la dirección ejecutiva de La Red. Luego de tomarse dos semanas de licencia, el director ejecutivo Javier Urrutia les manifestó su decisión de consensuar una salida amistosa del contrato. Finalmente, no hubo acuerdo, y el caso quedó en manos de la justicia. El programa matinal que animaban queda a cargo por el momento de Magdalena Montes y Eduardo Fuentes, quienes se confirman como reemplazo del matrimonio Valdivia-Conserva y posteriormente se renombra Mañaneros. 
En noviembre de 2012, Valdivia ficha en UCV Televisión, hoy TV+. Con su productora GOA Films, que cuenta con estudio propio, es el creador y conductor de varios programas emitidos por el canal como Eo eo eo, que siga el veraneo (su primer proyecto en 2013); Toc show, Nessun dorma: nadie duerma, ¿Que pachó? y Algo personal.

### Vida personal
Con su esposa Claudia Conserva, se casaron dos veces, primero en 1995 pero se divorciaron en 1999. En el 2000 se reconciliaron y se volvieron a casar en 2003. Tienen dos hijos, Renato y Matilda.

## Televisión
| Año           | Programa                      | Canal              | Rol                                 |
| ------------- | ----------------------------- | ------------------ | ----------------------------------- |
| 1990          | Extra jóvenes                 | Chilevisión        | Periodista                          |
| 1991          | Colo Colo en La Red           | La Red             | Periodista                          |
| 1992          | Extra jóvenes                 | Chilevisión        | Comentarista                        |
| 1993 - 1995   | Medio a Medio                 | Chilevisión        | Programador y conductor             |
| 1994          | La muela del juicio           | Chilevisión        | Cocreador y conductor               |
| 1995          | Extraños en la noche          | Chilevisión        | Creador y conductor                 |
| 1995          | Nuestra hora                  | Canal 13           | Conductor                           |
| 1997          | Plaza Italia                  | Canal 2 Rock & Pop | Panelista cine                      |
| 1998-2003     | Sábado por la noche           | Mega               | Creador[cita requerida] y conductor |
| 2003          | África al límite              | Mega               | Creador y conductor                 |
| 2004-2011     | Pollo en Conserva             | La Red             | Coconductor y director creativo     |
| 2005-2011     | Así somos                     | La Red             | Creador y conductor                 |
| 2013          | Eo eo eo, que siga el veraneo | TV+                | Creador y conductor                 |
| 2013–2016     | Toc show                      | TV+                | Creador y conductor                 |
| 2014          | ¿Que pachó?                   | TV+                | Creador y conductor                 |
| 2015-2018     | Algo personal                 | TV+                | Creador y conductor                 |
| 2016-2018     | Nessun Dorma: Nadie Duerma    | TV+                | Creador y conductor                 |
| 2018-presente | Toc show                      | TV+                | Creador y conductor                 |
| 2024-presente | Salú por eso                  | TV+                | Creador y conductor                 |